# Conus innexus
Conus innexus é uma espécie de gastrópode do gênero Conus, pertencente à família Conidae.